# NatureServe
NatureServe, Inc.(ネイチャーサーブ) は、アメリカ合衆国バージニア州アーリントンに本拠を置く自然環境保全関連の市民団体。独自のデータやツールを配布し、サービスを一般市民、民間団体から政府関連組織まで提供する。この組織の報告書によると「バージニア州アーリントン郡の本部に加えアメリカとカナダに4拠点」があるという。2011年時点の従業員数は86名、ボランティア6名、雇用関係のない役員15名である。

## 沿革
2000年にネイチャーコンサーバンシー Nature Conservancy （英語）は配下の Natural Heritage Network を分離、85活動拠点を持つ「独自の組織『Association for Biodiversity Information』として独立させた (後年 NatureServe に改称)」という。ネイチャーサーブはこの前身設立の1994年を創立年としている。現在の団体名への改称は1999年に申請し、税法上は2001年にIRSの承認を受け、前身が1995年7月に承認された内国歳入法第501条C項3号に基づく団体の地位を継承し、501(c)(3)組織の規定により非営利法人として活動している。ネイチャーサーブの公式サイトではこの点を、501(c)(3) に規定された非課税の非営利法人であり設立は1999年、当時の本拠地はワシントンD.C.としている。

## 事業
事業は主に4分野にわたる。
- 保全状態、種と生息環境の分布を記録
- 保全計画の指針となる分析の実施
- アプリケーション開発による保全計画の指導
- 自然遺産事業と保全データセンターの管理運営

提携事業者としてレッドリストという絶滅の危機に瀕した生物種の評価と分類に参画し、事業施行の補佐とデータ採取とならび、これまで蓄積した独自の評価をIUCNの保全状況の評価へ反映させ、共同で現状の評価を進める。
インターネット環境に置かれたデータベースの「ネイチャーサーブ・エクスプローラー」NatureServe Explorer は、ネイチャーサーブがもっぱら取り組むカナダとアメリカの生態系および動植物から微生物にいたる情報を一般市民のアクセスに開放している。これはアメリカ全州、カナダ全国、地球規模で独自の格付けを施し評価を添えており (名称は NatureServe conservation status)、アメリカで危険に瀕した種の主要な分類と考えられる。対して同等のサービスを提供する Infonatura は、対象地域をラテンアメリカの野生生物、対象区分を生態系としている。
アメリカ政府の受託事業者としてネイチャーサーブは「アメリカ植生分類標準」(U.S. National Vegetation Classification) および現在は西半球に焦点を当てる『International Classification of Ecological Communities』 (仮題：国際生態コミュニティ分類) を管理する。 
また土地利用および水資源管理計画の支援を趣旨とする「ランドスケープアメリカ」LandScope America（landscope.org）というオンラインのリソースは、多様な保全関連のデータを集約する。これはネイチャーサーブとナショナルジオグラフィック協会の共同事業である。

## ネイチャーサーブ・ネットワーク
ネイチャーサーブの支援を受ける自然遺産ネットワークの礎は1974年に「サウスカロライナ・ヘリテージ・トラスト」設立が端緒である。環境保全団体のザ・ネイチャー・コンサーバンシー (TNC) の会長パトリック・ヌーナン (en) の協力を得てサンティー海岸保護区 (Santee Coastal Reserve) の用地24,000-エーカー (97 km2) の寄贈を受けると、サウスカロライナ州政府野生生物・海洋資源局長ジョセフ・ハドソン Joseph Hudson は同州内の保存に値するその他の地域を特定したいと考えた。そこで初期予算を TNC に付け、生物多様性への影響を考慮した土地利用と環境保全の意思決定に役立つ情報収集を委託した。 
その事業を立ち上げたとき、TNC の主任研究者ロバート・ジェンキンズ Jr. Robert Jenkins, Jr. は生物学的特徴のうち保護を必要とする範囲を絞り込み、この情報を使って保護を優先する地域の提案と選択を進めた。保護対象となる特徴には種と自然界の両方、または自然の多様性の要素が含まれる。 
1975年にはウェストバージニア州、ミシシッピ州、オレゴン州で事業策定に着手する。1976年には州単位の新興ネットワークを拡大するモデルを開発した。すなわち現地に赴いて生物学の担当者を雇うと研修を施し、運営センターの設立から2年後には業務を州政府に引き継ぐ方式である。アメリカのネットワークは1993年にアメリカ全50州に構成された。さらにラテンアメリカ諸国で1982年にプログラムを創設、またカナダの1988年設立のプログラムは現在、全州とユーコン準州に展開している。 
自然遺産プログラムのディレクターが1990年代初頭に集まり、TNC が築いた各地のネットワークを総合する情報製品の開発を始める。この取り組みを発展させ、ネットワーク製品とサービスの促進に専念する非営利組織を1994年に発足、設立時は「Association for Biodiversity Information」（略称ABI：生物多様性情報協会）と称した。ABI は会員制により総合ネットワークの調整フレームワークを作成すると、1999年、TNC は配下の自然遺産ネットワークの独立により正式に ABI に合流させる。引き受け手の ABI には TNC から設備と人材が移管され、データベースと専従職員、科学的基準と方法論を継承し、非営利団体として現在の形に成長すると、2001年、ネイチャーサーブ (NatureServe) に改称する。 

## 財政状況
ネイチャーサーブが2011年に申告した IRS Form 990（英語）会計報告書によると総予算は868万216ドル、総支出は889万2,007ドルである。
2011年の監査済みの会計報告書には「添付の注記はこれらの財務諸表の不可欠な部分である」とした。すなわち「予算総額と収益、その他の寄付金や助成金」は949万9,301ドルであり「総支出」は891万3,138ドルと報告した。収入のうち793万2,133ドルは寄付金と受託費であり、連邦政府から受けた地図作成事業、環境評価事業とその他の製品やサービスが大きな割合を占める。一般市民からの寄付収入は18万6,290ドル、会費収入5万6,470ドル、募金経費21万6,062ドルを計上した。
大口寄付には事業指定の案件が含まれ、マッカーサー基金の報告書には2003年から2013年にわたる寄付総額は119万1,500ドルとある。ネイチャーサーブ広報担当によると Doris Duke 慈善財団より2005年単年に合計およそ80万ドルの寄付を受けた。Gordon and Betty Moore 財団より2004年から2009年にわたり6.63百万アメリカドルを受贈、その他の事業指定なしの資金供与はネイチャーコンサーバンシー3.43百万ドル、Knoblock Family 財団2.38百万ドル、Doris Duke 慈善財団1.21百万ドルである。